# Photo Hall
Photo Hall, opgericht in 1933, was een Belgische winkelketen, gespecialiseerd in de verkoop van elektronica, tv's, mobiele telefoons, fototoestellen en toebehoren.
De keten was een leider op dat gebied, en had meer dan 90 winkels en 300 werknemers in België. In vele steden was een filiaal te vinden; onder andere in Antwerpen, Brugge, Brussel,  De Panne, Gent, Knokke, Kortrijk, Ieper, Dendermonde, Aalst, Sint-Niklaas, Lokeren,Oostende, Ronse, Oudenaarde, Leuven, Mechelen en Ninove.
Het bedrijf was ook actief in Noord-Frankrijk en Hongarije. 
Photo Hall was genoteerd op de beurs onder de groep van Spector. Oorspronkelijk was het een keten van kleine fotowinkeltjes over de hele Belgische kust. Later stapte men over naar multimedia.
In december 2012 legde het bedrijf de boeken neer. In Luxemburg is het bedrijf nog actief onder de naam "Hifi International".
Er heeft ook een Franse keten van fotozaken bestaan met de naam Photo-Hall (met verbindingsstreepje). Dat bedrijf was ouder (1890) en ging veel eerder ten onder (1970).